# 大野町郵便局
大野町郵便局（おおのまちゆうびんきょく）は新潟県新潟市西区にある郵便局。民営化前の分類では集配普通郵便局であった。

## 概要
住所：〒950-1199 新潟県新潟市西区大野町2721-1
民営化直前の集配業務再編において、多くの集配普通郵便局は統括センターとなったが、当局は配達センターとされたため、民営化後も郵便事業株式会社の支店は併設されず、集配センターが併設された。

## 沿革
- 1872年（明治5年）旧9月 - 大野郵便取扱所として開設[1]。
- 1873年（明治6年）5月1日 - 廃止。
- 1875年（明治8年）1月2日 - 大野郵便局（五等）となる。
- 1885年（明治18年）6月10日 - 貯金取扱を開始。
- 1890年（明治23年）11月1日 - 為替取扱を開始。
- 1919年（大正8年）4月1日 - 黒埼郵便局に改称[2]。
- 1927年（昭和2年）8月11日 - 大野町郵便局に改称[3]。
- 1966年（昭和41年）6月11日 - 電話交換事務および和文電報配達事務を、大野町電報電話局に移管[4]。
- 1982年（昭和57年）6月 - 局舎落成。
- 1983年（昭和58年）9月1日 - 特定郵便局から普通郵便局に局種別改定。
- 2000年（平成12年）8月14日 - 外国通貨の両替および旅行小切手の売買に関する業務取扱を開始。
- 2001年（平成13年）9月1日 - 焼鮒簡易郵便局の一時閉鎖[5]に伴い、取扱事務を承継。
- 2007年（平成19年）10月1日 - 民営化に伴い、併設された郵便事業新潟西支店大野町集配センターに一部業務を移管。
- 2012年（平成24年）10月1日 - 日本郵便株式会社発足に伴い、郵便事業新潟西支店大野町集配センターを大野町郵便局に統合。

## 取扱内容
- 郵便、印紙、ゆうパック、内容証明
- 貯金、為替、振替、振込、国際送金、国債、投資信託
- 生命保険、バイク自賠責保険、自動車保険
- ゆうちょ銀行ATM
- 新潟市西区内の一部地域（黒埼地区）、江南区内・中央区内のそれぞれ一部地域（いずれも曽野木地区）の集配業務

## 周辺
- 新潟市西区役所 黒埼出張所
- 新潟市立黒埼中学校
- 道の駅新潟ふるさと村
- 信濃川大橋
- 信濃川、中ノ口川

## アクセス
- 新潟交通 W7 大野・白根線、W8 味方線 「大野仲町」停留所下車
- 北陸自動車道 新潟西ICから南東へ約3km
- 国道8号沿い
- 駐車場あり：19台